# Jharkhand Disom Party
Jharkhand Disom Party är ett politiskt parti i Indien, som arbetar för adivasifolkens rättigheter. Partiet kämpar bland annat för ökade kvoter och reservationer för adivasis. Det grundades 2002 av BJP-parlamentarikern Salkhan Murmu.
År 2003 lanserade JDP Jharkhand Front tillsammans med de fyra andra partierna  Jharkhand People's Party, Jharkhand Party (Naren), Jharkhand Party (Horo) och Jharkhand Vikas Dal.
I valet till Lok Sabha 2004 lanserade JDP fyra kandidater från Västbengalen, två från Bihar och en från Jharkhand.